# Cereopsius siamensis
Cereopsius siamensis är en skalbaggsart som beskrevs av Stefan von Breuning 1936. Cereopsius siamensis ingår i släktet Cereopsius och familjen långhorningar. Inga underarter finns listade i Catalogue of Life.